# Crisi de salinitat del Messinià

Hipòtesi de la formació d'evaporites durant l'assecament del Mediterrani del Messinià.
a: Dipòsit diacrònic on les evaporites (en color rosa) es dipositen primer prop de l'Atlàntic.
b: Dipòsit sincrònic en conques marginals.
c: Dipòsits sincrònics en tota la conca

La crisi de salinitat del Messinià és un esdeveniment geològic que provocà una precipitació massiva de sal a tot el mar Mediterrani durant el període Messinià (al final del Miocè, fa entre 5,9 i 5,3 milions d'anys). Presumiblement va implicar el seu assecament.

## Descripció
L'assecament va tenir un origen tectònic, motivat en particular pel tancament progressiu de l'estret de Gibraltar. Va portar a una baixada del nivell del mar de l'ordre de 1.500 a 2.500 metres. El dessecament va ocórrer de manera ràpida.
Els diferents rius de la conca del Mediterrani haurien format grans canons geològics de centenars de metres de fondària i encara se'n poden observar traces a Assuan i al Caire amb el riu Nil i a Lió amb el Roine. Aquests canons geològics després quedaren omplerts pels sediments.
Amb la pèrdua d'aigua, es van fer dipòsits massius d'evaporita (dolomita, halita, anhidrita, guix (algeps) i d'altres), o llacs d'aigua salada que encara es poden observar actualment.
A principi del Pliocè va tornar a entrar aigua al Mediterrani, que es va omplir de manera ràpida en només alguns decennis amb una caiguda del nivell mundial dels oceans d'uns 15 metres.

## Conseqüències

### Conseqüències biològiques
No hi hagué cap extinció als ecosistemes terrestres de la conca del Mediterrani, sinó un increment de la diversitat de la fauna del Miocè tardà i l'aparició d'Agriotherium, Croizetoceros i Parabos.
Durant el temps en què el Mediterrani va esdevenir terra ferma es destruí completament la fauna marina anterior al messinià. El clima circummediterrani es va fer més àrid i se substituïren els boscos per sabana i estepa. D'altra banda, es possibilità la migració de plantes i animals terrestres (especialment els que pasturen). Les Illes Balears són un exemple de la migració d'animals en aquesta època.

### Conseqüències geològiques
L'activitat magmàtica s'incrementà.